# 饗老典
饗老典（きょうろうてん）は、日本統治時代の台湾を統治する台湾総督府が開催した高齢者を慰労する式典。

## 概要
敬老の念を持つ本島人の民心掌握を目的とした式典で、1898年（明治31年）7月、第1回の饗老典が台湾総督府内の舞楽堂で開かれた。台北周辺の80歳以上の高齢者約300人が招待され、招待者に扇子1封（100歳以上の者は鳩杖）が配られた。
その後、第2回の饗老典が彰化文廟で、第3回の饗老典が台南両広会館で、第4回の饗老典が鳳山弁務署で相次いで開催された。